# Geri Kildal
Geri Arlen Kildal (/ˈkɪldˌɔːl/; 19. maj 1942 – 11. jul 1994) bio je američki informatičar i mikroračunarski preduzetnik koji je kreirao CP/M operativni sistem i osnovao Digital Research, Inc. (DRI). Kildal je bio jedan od prvih ljudi koji su videli mikroprocesore kao potpuno svestrane računare, a ne kao puke kontrolore opreme, i koji je organizovao kompaniju na tom konceptu. Takođe je bio domaćin PBS-ove emisije The Computer Chronicles. Iako je njegova informatička karijera trajala više od dve decenije, uglavnom je zapamćen po neuspešnom pokušaju IBM-a 1980. godine da licencira CP/M za IBM personalni računar.
Godine 1974. u Pacifik Grouvu, Kildal je demonstrirao prvi radni prototip CP/M. Zajedno sa njegovim pronalaskom BIOS-a (Basic Input Output System), njegov operativni sistem je omogućio računaru zasnovanom na mikroprocesoru da komunicira sa diskovnom memorijom. Kildal je bio među prvim pojedincima koji su prepoznali mikroprocesore kao potpuno sposobne računare. Smatra se pionirom revolucije personalnih računara.

## Detinjstvo i mladost
Geri Kildal je rođen i odrastao u Sijetlu u Vašingtonu, gde je njegova porodica vodila pomorsku školu. Njegov otac, Džosef Kildal, bio je kapetan norveškog porekla. Njegova majka Ema bila je delom švedskog porekla, pošto je Gerijeva baka rođena u Longbeku, Švedska, u opštini Skeleftoa, i emigrirala u Kanadu u svojoj 23. godini.
Geri je pohađao Univerzitet u Vašingtonu (UV) nameravajući da postane nastavnik matematike, ali je sve više postajao zainteresovan za računarsku tehnologiju. Nakon što je stekao diplomu, on je odslužio vojni rok u Mornarici Sjedinjenih Država tako što je predavao u Pomorskoj postdiplomskoj školi (NPS) u Montereju, Kalifornija. U to vreme dok je živeo na sat vremena vožnje od Silicijske doline, on je čuo za prvi komercijalno dostupan mikroprocesor, Intel 4004. On je kupio jedan procesor i počeo da piše eksperimentalne programe za njega. Da bi saznao više o procesorima, radio je u Intelu kao konsultant tokom svojih slobodnih dana.
Kildal se nakratko vratio na Univerzitet u Vašingtonu i završio doktorat iz računarskih nauka 1972, i zatim je nastavio sa predavanjima na NPS. On je objavio rad koji je uveo teoriju analize protoka podataka koja se i danas koristi u optimizaciji kompajlera (ponekad naziva Kildalovom metodom), i nastavio je da eksperimentiše sa mikroračunarima i novom tehnologijom disketa. Intel mu je dao na zajmio sisteme koji koriste procesore 8008 i 8080, a 1973. godine razvio je prvi programski jezik visokog nivoa za mikroprocesore, zvan PL/M. Za Intel je napisao i 8080 simulator skupa instrukcija nazvan INTERP/80. Iste godine stvorio je CP/M da bi omogućio da 8080 kontroliše flopi drajv, kombinujući prvi put sve bitne komponente računara na skali mikrokompjutera. On je dao Intelu demonstraciju CP/M, ali Intel je pokazao malo interesovanja i umesto toga su odlučili da plasiraju na tržište PL/M.

## Poslovna karijera

### CP/M
Godine 1973, Kildal i Katrin Strutinski razvili su jezik PL/M za proizvodnju CP/M, jednog od prvih operativnih sistema za personalne računare. Oni su koristili kao referencu svoje iskustvo sa IBM mejnfrejm računarima i operativnim sistemom VM.
Kildal i njegova supruga Doroti osnovali su kompaniju, prvobitno nazvanu „Intergalaktičko digitalno istraživanje” (kasnije preimenovana u Digital Research, Inc.), da plasiraju operativni sistem CP/M putem reklama u časopisima za hobiste. Digital Research je licencirao CP/M za IMSAI 8080, popularni klon računara Altair 8800. Kako je sve više proizvođača licenciralo CP/M, on je postao de fakto standard i morao je da podržava sve veći broj varijacija hardvera. Kao odgovor, Kildal je bio pionir koncepta BIOS-a, skupa jednostavnih programa uskladištenih u računarskom hardveru (ROM ili EPROM čip) koji je omogućio CP/M da radi na različitim sistemima bez modifikacija.
Brzi uspeh CP/M-a iznenadio je Kildala i on je bio spor da ga ažurira za diskete velike gustine i hard diskove. Nakon što su proizvođači hardvera pričali o stvaranju rivalskog operativnog sistema, Kildal je započeo projekat naglog razvoja CP/M 2. Do 1981. godine, na vrhuncu svoje popularnosti, CP/M je radio na 3000 različitih modela računara i DRI je imao 5,4 miliona američkih dolara godišnjih prihoda.
Između 1983. i 1984, Digital Research je ponudio nekoliko svojih poslovnih i obrazovnih aplikacija za IBM PC na butabilnim disketama u paketu sa SpeedStart CP/M, smanjenom verzijom CP/M-86 kao okruženjem za pokretanje sistema.

### IBM poslovi
IBM se obratio preduzeću Digital Research 1980. godine, na predlog Bila Gejtsa, da pregovara o kupovini predstojeće verzije CP/M pod nazivom CP/M-86 za IBM PC. Geri je prepustio početne pregovore svojoj supruzi Doroti, kao što je to obično činio, dok su on i njegov kolega i programer MP/M operativnog sistema Tom Rolander koristili Gerijev privatni avion da isporuče softver proizvođaču Bilu Godbutu. Pre nego što su predstavnici IBM-a objasnili svrhu svoje posete, insistirali su da Doroti potpiše ugovor o neotkrivanju podataka. Po savetu DRI advokata Džerija Dejvisa, Doroti je odbila da potpiše sporazum bez Gerijevog odobrenja. Geri se vratio popodne i pokušao da unapredi diskusiju sa IBM-om, mada se izvori ne slažu oko toga da li je potpisao ugovor o neotkrivanju podataka, kao i da li se ikada sastao sa predstavnicima IBM-a.
Navedeni su različiti razlozi zbog kojih dve kompanije nisu uspele da postignu dogovor. DRI, koji je imao samo nekoliko proizvoda, možda nije bio voljan da proda svoj glavni proizvod IBM-u za jednokratnu uplatu, a ne svoj uobičajeni plan zasnovan na tantijema. Doroti je možda verovala da kompanija ne može da isporuči CP/M-86 prema IBM-ovom predloženom rasporedu, pošto je kompanija bila zauzeta razvojem implementacije PL/I programskog jezika za Data General. Takođe je moguće da su predstavnici IBM-a možda bili iznervirani što je DRI proveo sate na ono što su smatrali rutinskom formalnošću. Prema Kildalovim rečima, predstavnici IBM-a su te noći krenuli istim letom za Floridu na koji su on i Doroti otišli na odmor, i dalje su pregovarali na letu, postigavši usmeni dogovor. Vodeći pregovarač IBM-a Džek Sems je insistirao da nikada nije sreo Gerija, a jedan IBM-ov kolega je potvrdio da je Sams to rekao u to vreme. Prihvatio je da je neko drugi u njegovoj grupi možda bio na istom letu, i primetio je da se vratio u Sijetl da ponovo razgovara sa Majkrosoftom.
Sems je ispričao priču Gejtsu, koji je već pristao da obezbedi BASIC prevodioca i nekoliko drugih programa za PC. Gejtsov utisak o toj priči bio je da je Geri hirovito „oletio“, kako će kasnije reći novinarima. Sems je ostavio Gejtsa sa zadatkom da pronađe upotrebljiv operativni sistem, a nekoliko nedelja kasnije predložio je korišćenje operativnog sistema 86-DOS—nezavisno razvijeni operativni sistem koji je implementirao Kildalov CP/M API — od firme Seattle Computer Products (SCP). Pol Alen je pregovarao o licenciranju sa SCP-om. Alen je imao 86-DOS prilagođen za IBM-ov hardver, a IBM ga je isporučio kao IBM PC DOS.
Kildal je nabavio kopiju PC DOS-a, pregledao ga i zaključio da krši prava CP/M. Kada je pitao Džerija Dejvisa koje su pravne opcije dostupne, Dejvis mu je rekao da zakon o intelektualnoj svojini za softver nije dovoljno jasan za tužbu. Umesto toga, Kildal je samo pretio IBM-u pravnim postupkom, a IBM je odgovorio predlogom da ponudi CP/M-86 kao opciju za PC u zamenu za oslobađanje od odgovornosti. Kildal je prihvatio, verujući da IBM-ov novi sistem (kao i njegovi prethodni personalni računari) neće biti značajan komercijalni uspeh. Kada je IBM PC predstavljen, IBM je prodao svoj operativni sistem kao odvojenu opciju. Jedna od opcija operativnog sistema bio je PC DOS, po ceni od 40 US$. PC DOS je viđen kao praktično neophodna opcija; većina softverskih naslova je to zahtevala i bez toga je IBM PC bio ograničen na svoju ugrađenu kasetu BASIC. CP/M-86 je isporučen nekoliko meseci kasnije šest puta skuplji po ceni od 240 US$, slabo se prodavao u odnosu na DOS i uživao je mnogo manje softverske podrške.

## Literatura
- Goldman Rohm, Wendy (1. 9. 1998). The Microsoft File - The Secret Case Against Bill Gates (1 изд.). IDG. ISBN 88-11-73868-7.  Архивирано на веб-сајту  (7. јун 2020)
- Laws, David (26. 2. 2014). „Gary Kildall and the 40th Anniversary of the Birth of the PC Operating System”. Remarkable People. Computer History Museum. Архивирано из оригинала 19. 11. 2016. г. Приступљено 19. 11. 2016.
- „IEEE Milestone in Electrical Engineering and Computing - CP/M - Microcomputer Operating System, 1974” (PDF). Computer History Museum. 25. 4. 2014. Архивирано из оригинала (PDF) 03. 04. 2019. г. Приступљено 3. 4. 2019.
- Huitt, Robert; Eubanks, Gordon; Rolander, Thomas "Tom" Alan; Laws, David; Michel, Howard E.; Halla, Brian; Wharton, John Harrison; Berg, Brian; Su, Weilian; Kildall, Scott; Kampe, Bill (25. 4. 2014).  Laws, David, ур. „Legacy of Gary Kildall: The CP/M IEEE Milestone Dedication” (PDF) (video transscription). Pacific Grove, California, USA: Computer History Museum. CHM Reference number: X7170.2014. Архивирано из оригинала (PDF) 27. 12. 2014. г. Приступљено 19. 1. 2020.
- Libes, Sol (1995). „The Gary Kildall Legacy”. Amateur Computer Group of New Jersey. Архивирано из оригинала 19. 11. 2016. г.
- Kildall, Gary Arlen (2. 8. 2016) [1993].  Kildall, Scott; Kildall, Kristin, ур. Computer Connections: People, Places, and Events in the Evolution of the Personal Computer Industry (PDF) (Manuscript, part 1). Kildall Family. Архивирано из оригинала 17. 11. 2016. г. Приступљено 17. 11. 2016. (Part 2 not released due to family privacy reasons.)
- Ness, Stephen A. (21. 10. 2017) [2016, 2014]. „CP/M Source”. Архивирано из оригинала 25. 2. 2020. г. Приступљено 25. 2. 2020.
- "Gary Kildall Conference Room" Dedication Ceremony (PDF). Naval Postgraduate School (NPS). 21. 4. 2017. Архивирано из оригинала (PDF) 02. 01. 2020. г. Приступљено 25. 2. 2020. (18 pages)
- Isaacson, Walter (2014). The Innovators: How a Group of Inventors, Hackers, Geniuses, and Geeks Created the Digital Revolution. Simon & Schuster. стр. 358. ISBN 978-1476708690.
- Wallace, James; Erickson, Jim (1993). Hard Drive: Bill Gates and the Making of the Microsoft Empire. New York: HarperBusiness. ISBN 0-88730-629-2.  978-0-88730-629-7.
- Freiberger, Paul; Swaine, Michael (2000) [1984]. Fire in the Valley: The Making of the Personal Computer (2nd изд.). New York, N.Y., USA: McGraw-Hill. ISBN 0-07-135892-7.  978-0-07-135892-7.
- Young, Jeffrey (7. 7. 1997). „Gary Kildall: The DOS That Wasn't”. Forbes. Архивирано из оригинала 23. 6. 2011. г. Приступљено 29. 8. 2011.
- Evans, Harold; Buckland, Gail; Lefer, David (2004). They Made America: From the Steam Engine to the Search Engine: Two Centuries of Innovators. Little, Brown and Company. ISBN 978-0-316-27766-2.  0-316-27766-5.
- Manes, Stephen; Andrews, Paul (1992). Gates: How Microsoft's Mogul Reinvented an Industry—and Made Himself the Richest Man in America. Doubleday. ISBN 0-671-88074-8.  978-0-671-88074-3.
- Hamm, Steve; Greene, Jay (25. 10. 2004). „The Man Who Could Have Been Bill Gates - A new book says Gates got the rewards due Gary Kildall. What's the real story?”. BusinessWeek. Bloomberg Businessweek. Архивирано из оригинала 29. 6. 2012. г. Приступљено 13. 11. 2006.

## Spoljašnje veze
- „Dr. Gary A. Kildall”. MaxFrame Corporation.
- Maxframe website на сајту  (архивирано 2004-10-10)